# Pjesma Eurovizije 1975.
Eurovizija 1975. je bila 20. Eurovizija koju je organizirao SR Sveriges Radio (švedski radio), a održala se u Stockholmu, glavnom gradu Švedske. Arena za događaj bila je novoizgrađena Stockholmsmässan u južnom Stockholmu. ABBA s pobjedom u Brightonu prethodne godine Švedskoj je dala pravo da bude domaćin natjecanja prvi put. Pobijedila je grupa Teach-In koja je pjevala " Ding-A-Dong " na engleskom, predstavljajući Nizozemsku.

## Rezultati
| Broj | Zemlja                 | Jezik                | Pjevač                    | Pjesma                           | Pozicija | Bodovi |
| ---- | ---------------------- | -------------------- | ------------------------- | -------------------------------- | -------- | ------ |
| 1    | Nizozemska             | engleski             | Teach-In                  | "Ding-A-Dong"                    | 1        | 152    |
| 2    | Irska                  | engleski             | The Swarbriggs            | "That's What Friends Are For"    | 9        | 68     |
| 3    | Francuska              | francuski            | Nicole Rieu               | "Et bonjour à toi l'artiste"     | 4        | 91     |
| 4    | Njemačka               | njemački, engleski   | Joy Fleming               | "Ein Lied kann eine Brücke sein" | 17       | 15     |
| 5    | Luksemburg             | francuski            | Géraldine                 | "Toi"                            | 5        | 84     |
| 6    | Norveška               | engleski             | Ellen Nikolaysen          | "Touch My Life (With Summer)"    | 18       | 11     |
| 7    | Švicarska              | njemački             | Simone Drexel             | "Mikado"                         | 6        | 77     |
| 8    | Jugoslavija            | slovenski            | Pepel in kri              | "Dan ljubezni"                   | 13       | 22     |
| 9    | Ujedinjeno Kraljevstvo | engleski             | The Shadows               | "Let Me Be The One"              | 2        | 138    |
| 10   | Malta                  | engleski             | Renato                    | "Singing This Song"              | 12       | 32     |
| 11   | Belgija                | nizozemski, engleski | Ann Christy               | "Gelukkig zijn"                  | 15       | 17     |
| 12   | Izrael                 | hebrejski            | Shlomo Artzi              | "At Va'Ani"                      | 11       | 40     |
| 13   | Turska                 | turski               | Semiha Yankı              | "Seninle Bir Dakika"             | 19       | 3      |
| 14   | Monako                 | francuski            | Sophie                    | "Une chanson c'est une lettre"   | 13       | 22     |
| 15   | Finska                 | engleski             | Pihasoittajat             | "Old Man Fiddle"                 | 7        | 74     |
| 16   | Portugal               | portugalski          | Duarte Mendes             | "Madrugada"                      | 16       | 16     |
| 17   | Španjolska             | španjolski           | Sergio and Estibaliz      | "Tú volverás"                    | 10       | 53     |
| 18   | Švedska                | engleski             | Lasse Berghagen           | "Jennie, Jennie"                 | 8        | 72     |
| 19   | Italija                | talijanski           | Wess Ghezzi & Dori Ghezzi | "Era"                            | 3        | 115    |

| Pjesma Eurovizije | Pjesma Eurovizije |
| --- | ----------------- |
| |                   |
| 01956. • 1957. • 1958. • 1959. • 1960. 1961. • 1962. • 1963. • 1964. • 1965. • 1966. • 1967. • 1968. • 1969. • 1970. 1971. • 1972. • 1973. • 1974. • 1975. • 1976. • 1977. • 1978. • 1979. • 1980. 1981. • 1982. • 1983. • 1984. • 1985. • 1986. • 1987. • 1988. • 1989. • 1990. 1991. • 1992. • 1993. • 1994. • 1995. • 1996. • 1997. • 1998. • 1999. • 2000. 2001. • 2002. • 2003. • 2004. • 2005. • 2006. • 2007. • 2008. • 2009. • 2010. 2011. • 2012. • 2013. • 2014. • 2015. • 2016. • 2017. • 2018. • 2019. • 2020. 2021. • 2022. • 2023. • 2024. • 2025. |                   |

| Pjesma Eurovizije | Pjesma Eurovizije |
| --- | ----------------- |
| |                   |
| 01956. • 1957. • 1958. • 1959. • 1960. 1961. • 1962. • 1963. • 1964. • 1965. • 1966. • 1967. • 1968. • 1969. • 1970. 1971. • 1972. • 1973. • 1974. • 1975. • 1976. • 1977. • 1978. • 1979. • 1980. 1981. • 1982. • 1983. • 1984. • 1985. • 1986. • 1987. • 1988. • 1989. • 1990. 1991. • 1992. • 1993. • 1994. • 1995. • 1996. • 1997. • 1998. • 1999. • 2000. 2001. • 2002. • 2003. • 2004. • 2005. • 2006. • 2007. • 2008. • 2009. • 2010. 2011. • 2012. • 2013. • 2014. • 2015. • 2016. • 2017. • 2018. • 2019. • 2020. 2021. • 2022. • 2023. • 2024. • 2025. |                   |